# Jean Pezon
Jean Andre Pezon (ur. 10 marca 1898, zm. 24 sierpnia 1980) – francuski as myśliwski z czasów I wojny światowej. Osiągnął 10 zwycięstw powietrznych. Należał do grona asów posiadających tytuł honorowy Balloon Buster. 

## Życiorys
Urodził się w Saint-Pierre-le-Moûtier. 4 września 1915 roku został zmobilizowany. Do lutego 1917 roku służył w artylerii. Od 28 lutego 1917 roku został przeniesiony do lotnictwa Armée de l’air i po przejściu szkolenia uzyskał licencję pilota (22 maja 1917) w Pau. Został przydzielony do eskadry SPA 90. Pierwsze zwycięstwo powietrzne odniósł 17 maja 1918 roku nad balonem obserwacyjnym. Łącznie zestrzelił ich dziewięć, w tym jeden wspólnie z innym pilotem z grona Balloon Buster Charles Jean Macé oraz jeden samolot niemiecki Hannover CL (także wspólnie z Charles Jean Macé). 
Po zakończeniu wojny pozostał we francuskich siłach powietrznych. Brał udział w II wojnie światowej.

## Odznaczenia
- Legia Honorowa;
- Médaille militaire;
- Krzyż Wojenny (Francja)[1] .